# Neobolusia
Neobolusia é um género botânico pertencente à família das orquídeas (Orchidaceae).

## Espécies
1. Neobolusia ciliata Summerh., Kew Bull. 11: 217 (1956).
2. Neobolusia stolzii Schltr., Bot. Jahrb. Syst. 53: 482 (1915).
3. Neobolusia tysonii (Bolus) Schltr., Bot. Jahrb. Syst. 20(50): 5 (1895).